# Jonathan Williams (piłkarz)
Jonathan Peter Williams (ur. 9 października 1993 w Pembury) – walijski piłkarz, występujący na pozycji pomocnika. W latach 2013–2022 reprezentant Walii.
Williams rozpoczął swoją karierę w Crystal Palace, a podczas jej trwania zaliczył wypożyczenia do Nottingham Forest, Milton Keynes Dons, Ipswich Town i Sunderlandu. W styczniu 2019 roku podpisał kontrakt z Charlton Athletic, a dwa lata później, w lutym 2021 roku, przeniósł się do Cardiff City. Walijczyk, pieszczotliwie nazywany „Joniesta”, był częścią drużyny, która dotarła do półfinału Mistrzostw Europy 2016.

## Kariera klubowa
Williams zadebiutował w barwach Palace 16 sierpnia 2011 roku w wygranym 2:1 ligowym spotkaniu z Coventry City, zastępując w 68 minucie Ryana McGiverna. Swoją pierwszą bramkę zdobył 13 września 2011 roku w spotkaniu Carling Cup z Wigan Athletic, wygranym przez Palace 2:1. 27 maja 2013 roku wywalczył z drużyną awans do Premier League.
1 lutego 2021 Williams dołączył do Cardiff City za nieujawnioną kwotę. To ponownie połączyło go z byłym menedżerem Mickiem McCarthym. Williams zadebiutował w Cardiff w drugiej połowie w wygranym 4:0 meczu z Derby County 2 marca 2021 roku. Williams dołączył do Swindon Town 13 sierpnia 2021 roku na zasadzie wolnego transferu, podpisując roczny kontrakt. 14 czerwca 2023 roku przeniósł się do występującego w EFL League Two Gillingham.

### Statystyki kariery
| Sezon   | Klub                     | Kraj   | Rozgrywki      | Mecze | Bramki |
| ------- | ------------------------ | ------ | -------------- | ----- | ------ |
| 2011/12 | Crystal Palace           | Anglia | Championship   | 14    | 0      |
| 2012/13 | Crystal Palace           | Anglia | Championship   | 29    | 0      |
| 2013/14 | Crystal Palace           | Anglia | Premier League | 9     | 0      |
| 2013/14 | Ipswich Town (wyp.)      | Anglia | Championship   | 13    | 1      |
| 2014/15 | Crystal Palace           | Anglia | Premier League | 2     | 0      |
| 2014/15 | Ipswich Town (wyp.)      | Anglia | Championship   | 7     | 1      |
| 2015/16 | Nottingham Forest (wyp.) | Anglia | Championship   | 10    | 0      |
| 2015/16 | Crystal Palace           | Anglia | Premier League | 1     | 0      |
| 2016/17 | Ipswich Town (wyp.)      | Anglia | Championship   | 8     | 0      |
| 2017/18 | Sunderland (wyp.)        | Anglia | Championship   | 12    | 1      |
| 2018/19 | Charlton Athletic        | Anglia | EFL League One | 16    | 0      |
| 2019/20 | Charlton Athletic        | Anglia | Championship   | 26    | 0      |
| 2020/21 | Charlton Athletic        | Anglia | EFL League One | 18    | 2      |
| 2020/21 | Cardiff City             | Walia  | Championship   | 9     | 0      |
| 2021/22 | Swindon Town             | Anglia | EFL League Two | 40    | 5      |
| 2022/23 | Swindon Town             | Anglia | EFL League Two | 37    | 10     |
| Suma    | Suma                     | Suma   | Suma           | 251   | 20     |

## Kariera reprezentacyjna
W reprezentacji Walii zadebiutował 22 marca 2013 roku w wygranym 2:1 wyjazdowym spotkaniu przeciwko Szkocji, które rozegrano w ramach eliminacji Mistrzostw Świata 2014. W listopadzie 2022 roku znalazł się w składzie Walii na Mistrzostwa Świata 2022 w Katarze. W marcu 2023 ogłosił zakończenie reprezentacyjnej kariery.

### Bramki w reprezentacji
Opracowane na podstawie materiału źródłowego.
| #  | Data                 | Stadion          | Przeciwnik | Bramka | Rezultat | Rozgrywki                     |
| -- | -------------------- | ---------------- | ---------- | ------ | -------- | ----------------------------- |
| 1. | 14 października 2020 | Stadion Narodowy | Bułgaria   | 0:1    | 0:1      | Liga Narodów UEFA (dywizja B) |
| 2. | 1 czerwca 2022       | Stadion Wrocław  | Polska     | 0:1    | 2:1      | Liga Narodów UEFA (dywizja A) |